# 丁家街道
丁家街道，是中华人民共和国重庆市璧山区下辖的一个乡镇级行政单位。

## 行政区划
丁家街道下辖以下地区：
铜锣社区、沙堆社区、合中社区、石垭村、红学村、三五村、凉风村、长五村、高古村、新民村、八寿村、竹林湾村、大岚坳村、铜瓦村、杨寺村、天灯村、走马村、龙安村和莲花坝村。